# ناتالیا لشیک
ناتالیا لشیک (به انگلیسی: Nataliya Leshchyk) ژیمناست زادهٔ ۲۵ ژوئیه ۱۹۹۵ میلادی اهل کشور بلاروس است.